# 大帕雷山
45°37′38″N 06°38′32″E / 45.62722°N 6.64222°E
大帕雷山（法語：Grande Parei），是法國的山峰，位於該國東南部，由奧文尼-隆-阿爾卑斯大區負責管轄，屬於博福爾坦山的一部分，處於勃朗峰西南面約20公里，海拔高度2,725米。